# Pasar Porsea
Pasar Porsea is een bestuurslaag in het regentschap Toba Samosir van de provincie Noord-Sumatra, Indonesië. Pasar Porsea telt 1537 inwoners (volkstelling 2010).